# باري غود
باري غود (بالإنجليزية: Barry Goode)‏ هو محامي أمريكي، ولد في 11 أبريل 1948.